# Macinhata do Vouga
Macinhata do Vouga is een plaats (freguesia) in de Portugese gemeente Águeda en telt 3 581 inwoners (2001).